# Lago paternóster

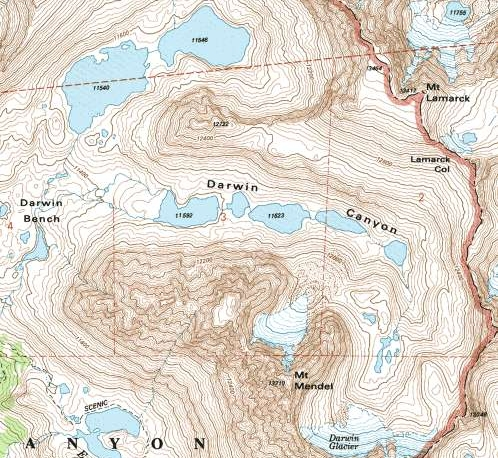
Lagos paternóster en el cañón Darwin, en John Muir Wilderness, California.

Un lago paternóster o lago en rosario es un lago que forma parte de una serie de lagos glaciares que están conectados por una única corriente o un sistema de cauces trenzados.  El nombre proviene de las palabras de inicio de la oración cristiana del Padre nuestro cuando se rezaba en latín (pater noster). Los lagos paternóster se llaman así por su parecido con las cuentas de un rosario, en el que las cuentas que señalan las oraciones están enlazadas mediante una cuerda o cadena fina.
Los paternóster aparecen en valles alpinos, subiendo uno tras otro hasta la cabeza del valle, llamada circo o corro, que a menudo también tiene un lago de circo.  Los lagos paternóster fueron creados por las morrenas terminales, o por diques de piedra, que se formaron por el avance y la posterior retirada hacia arriba, y que luego fueron rellenados por el derretimiento del hielo.  La variación local de los tipos de roca también puede ser un factor en la creación de estos lagos. Un glaciar que encuentre roca más débil en su base, será capaz de erosionarla más profundamente que cuando atraviese rocas menos blandas. El resultado final será la formación de lagos en aquellos lugares donde estaban los lechos rocosos más débiles.
Hay excelentes ejemplos de esto en la Sierra Nevada californiana, donde muchos cursos de agua que discurren por encima de los 3.000 m de altitud tienen lagos paternóster.
El estadounidense Parque nacional de los Glaciares tiene otro buen ejemplo de lagos paternóster. Cinco lagos en fila —Shelbourne, Swiftcurrent, Josephine, Grinnel y Upper Grinnel— forman un buen rosario que ha propiciado espectaculares fotografías. La forma en U del valle confirma que fue formado hace mucho tiempo por la acción de un glaciar, ya que su forma se opone a la característica forma en V cortada por un río.
Más buenos ejemplos de lagos paternóster se pueden encontrar en otros parques canadienses: en el Parque nacional Waterton Lakes, los tres lagos Carthew se encuentran en un circo suspendido, lo que refleja su origen glacial, con el lago Anderson a menor altitud pero aún claramente parte de esta procesión de lagos paternóster;  en el Parque nacional Yoho, los lagos Ohara, Oesa y las tres grandes pozas en la corriente que conectan ambos dan un total de cinco lagos / estanques escalonados. La presencia de un glaciar de roca en la zona subraya fuertemente los orígenes de los glaciares de esta cadena de lagos.